# Porsche 916

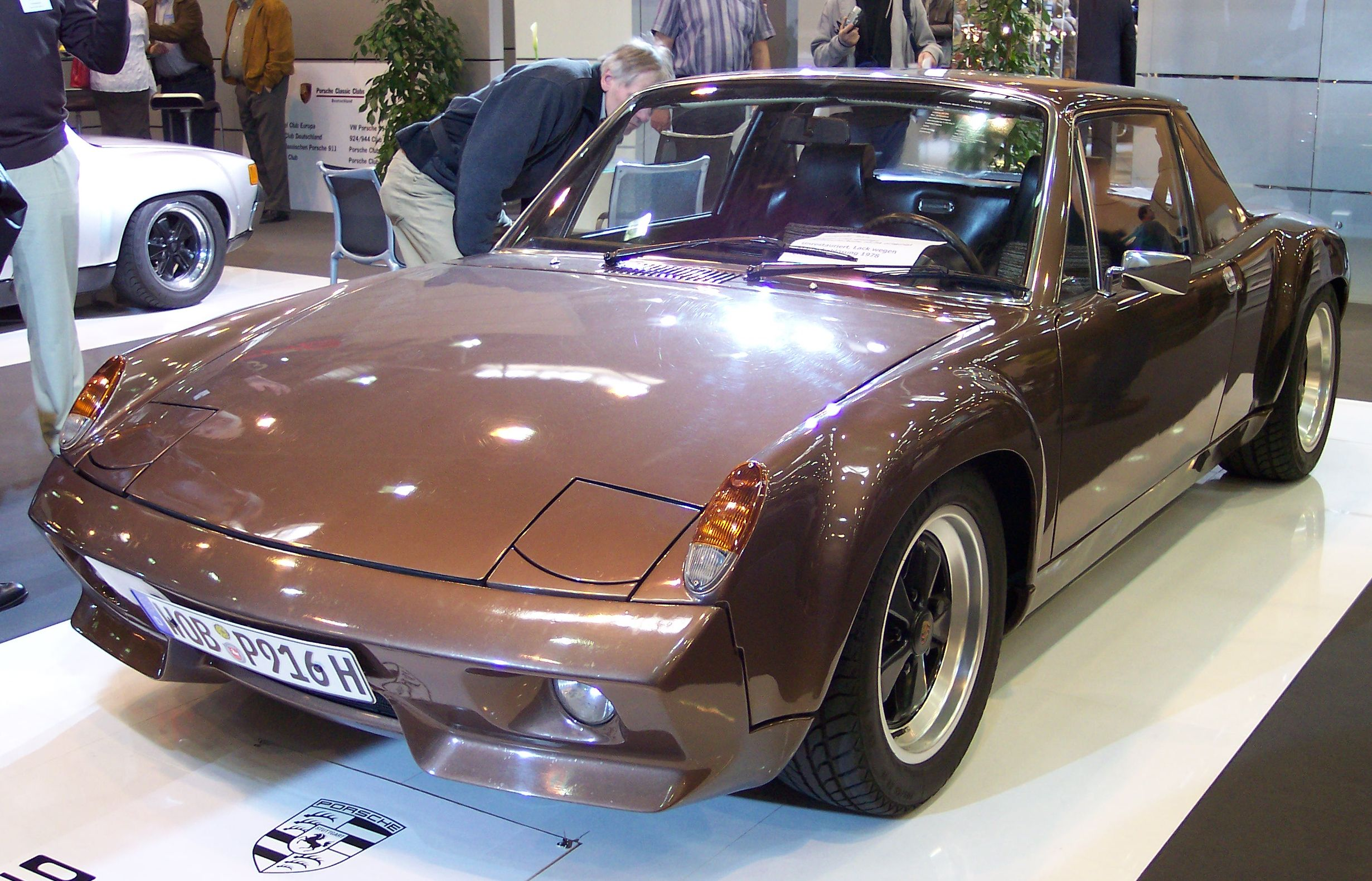
Porsche 916.

Porsche 916 var i grunden en Porsche 914 fast med den 6-cylindriga motorn. Bilen tillkom egentligen bara för att få den 6-cylindriga boxermotorn klassad för tävlingsbruk. Endast 11 bilar tillverkades.